# Biotopo Palù di Boniprati
Il Biotopo Palù di Boniprati è un'area naturale protetta del Trentino-Alto Adige istituita nel 1994.
Occupa una superficie di 10,73 ha nella Provincia autonoma di Trento, suddivisa tra i comuni di Castel Condino e Pieve di Bono-Prezzo.

## Fauna
Comprende animali come le bisce e le rane comuni, fino ad arrivare a scoiattoli e lupi nelle zone più vicino ai boschi.